# Lake Winnebago
Lake Winnebago – miasto w Stanach Zjednoczonych, w stanie Missouri, w hrabstwie Cass.